# Carlo Barberini
Pour les articles homonymes, voir Famille Barberini et Carlo Barberini (1562–1630).
Carlo Barberini (né le 1er juin 1630 à Rome, Italie, alors dans les États pontificaux et mort le 2 octobre 1704 à Rome) est un cardinal italien du XVIIe siècle et du début du XVIIIe siècle. Il est le neveu des cardinaux Francesco Barberini, seniore (1623) et Antonio Barberini, iuniore, O.S.Io.Hieros. (1627), le grand-neveu du pape Urbain VIII (1623-1644) et du cardinal Antonio Barberini, seniore, O.F.M.Cap. (1624) et l'oncle du cardinal Francesco Barberini, iuniore (1690).

## Biographie
Carlo Barberini est le troisième enfant le premier fils de Taddeo Barberini, prince de Palestrina, et d'Anna Colonna. Il est le frère cadet de Lucrezia Barberini, duchesse de Modène, et le frère aîné de Maffeo Barberini, prince de Palestrina.
Le pape Innocent X le crée cardinal lors du consistoire du 23 juin 1653. Il est administrateur de la basilique de S. Libère et du diocèse de Palestrina, en l'absence de son oncle Antonio Barberini. Carlo Barberini est nommé archiprêtre de la basilique Saint-Pierre, après la résignation de son oncle Francesco Barberini et pro-camerlingue de la Sainte-Église pendant l'absence de son oncle Antonio Barberini. Le cardinal Carlo Barberini est préfet de la Congrégation pour la Propaganda Fide à partir de 1698.
Le cardinal Barberini participe aux conclaves de 1655 (élection d'Alexandre VII), de 1667 (élection de Clément IX), de 1669-1670 (élection de Clément X) de 1676 (élection d'Innocent XI), de 1689 (élection d'Alexandre VIII) de 1691 (élection d'Innocent XII) et de 1700 (élection de Clément XI).

### Sources
- Fiche du cardinal sur le site fiu.edu